# Owusu Benson
Owusu Benson (Accra, 22 maart 1977) is een Ghanees voetballer.

## Ghanees voetbalelftal
Owusu Benson debuteerde in 1999 in het Ghanees nationaal elftal en speelde 1 interland.